# Кривая Грань
Кривая Грань —  поселок в Дальнеконстантиновском районе Нижегородской области. Входит в состав  Малопицкого сельсовета.

## География
Находится у реки Шемлей, на расстоянии приблизительно 9 километров по прямой на юг от поселка Дальнее Константиново, административного центра района.

## История
Основан как выселок деревни Макраша. В начале XIX века был центром активности парахристианской секты «Кузьки-бога», распространявшейся среди терюхан. Ныне имеет дачный характер.

## Население
| 2002 | 2010 |
| ---- | ---- |
| 1    | ↘0   |

### Национальный состав
Согласно результатам переписи 2002 года, в национальной структуре населения русские составляли 100 % от 1 чел.

## Инфраструктура
Личное подсобное хозяйство.

## Транспорт
Просёлочная дорога.